# Dolichopeza altiarca
Dolichopeza altiarca är en tvåvingeart som beskrevs av Alexander 1956. Dolichopeza altiarca ingår i släktet Dolichopeza och familjen storharkrankar. Inga underarter finns listade i Catalogue of Life.